# Монтеланіко
Монтеланіко (італ. Montelanico) — муніципалітет в Італії, у регіоні Лаціо,  метрополійне місто Рим-Столиця.
Монтеланіко розташоване на відстані близько 55 км на південний схід від Рима.
Населення — 2140 осіб (2014).
Покровитель — святий Михайло e Madonna Del Soccorso.

## Демографія
Населення за роками:

Станом на 1 січня 2023 року в муніципалітеті офіційно проживало 212 іноземців з 25 країн, серед них 148 громадян країн Євросоюзу та 1 громадянин України.

## Сусідні муніципалітети
- Ананьї
- Карпінето-Романо
- Корі
- Гавіньяно
- Горга
- Норма
- Сеньї